# Arroyo Timote
El arroyo Timote  es un curso de agua uruguayo que atraviesa el departamento de  Florida  perteneciente a la cuenca del Plata.
Nace en la Cuchilla Grande, desemboca en el río Yí tras recorrer alrededor de 46 km. Sus principales afluentes son el arroyo Molles del Timote y el arroyo Sauce del Timote.